# Monomorium dentatum
Monomorium dentatum là một loài kiến được phát hiện vào ngày 20 tháng 8 năm 2003 bởi M. R. Sharaf tại Ai Cập và được công bố bởi Sharaf, M. R. vào năm 2007..